# Asahi (Toyama)
Asahi (朝日町 Asahi-machi?) es un pueblo en la prefectura de Toyama, Japón, localizado en la parte centro-oeste de la isla de Honshū, en la región de Chūbu. El 1 de marzo de 2021 tenía una población estimada de 10 852 habitantes y una densidad de población de 48 personas por km².

## Geografía
Asahi se encuentra en el noroeste de la prefectura de Toyama, entre los Alpes del Norte y el mar de Japón. El monte Shirouma es el punto más alto, con una elevación de 2932 metros.

## Historia
El área del actual Asahi era parte de la antigua provincia de Etchū. Durante el período Edo, Tomari se desarrolló como una estación de la ruta Hokurikudo. El área fue organizada como parte del distrito de Shimoniikawa, Toyama después de la restauración de Meiji. El pueblo moderno de Tomari se creó el 1 de abril de 1889 y se fusionó con seis aldeas circundantes el 1 de agosto de 1954.

## Demografía
Según los datos del censo japonés, la población de Asahi ha disminuido en los últimos 60 años.
| Gráfica de evolución demográfica de Asahi entre 1960 y 2015 |
|                                                             |
| Oficina de Estadísticas de Japón                            |